# Topuri muzicale românești
În România au fost inițiate mai multe clasamente muzicale încă din anii 1990. Romanian Top 100 a fost topul muzical național al țării până în 2012. Înființat în 1995, acesta a fost un clasament bazat pe compilarea topurilor transmise de posturile de radio locale din România. Romanian Top 100 a fost publicat săptămânal și a fost difuzat și în cadrul unei emisiuni radio din anul 1998. De compilarea listei s-a ocupat mai întâi Body M Production A-V, iar apoi Media Forest. În anii 2010, topul a fost difuzat în timpul unei emisiuni pe Kiss FM, dar compilarea s-a încheiat în februarie 2012.
Mai târziu, dar în aceeași lună, Airplay 100 — care a fost compilat de Media Forest și difuzat și de Kiss FM — a înlocuit Romanian Top 100 ca top național. Până la desființarea sa din noiembrie 2021, a măsurat gradul de difuzare a melodiilor pe posturile de radio și pe canalele de televiziune din întreaga țară. Pentru o scurtă perioadă de timp, la sfârșitul anilor 2000 și începutul anilor 2010, Nielsen Music Control și Uniunea Producătorilor de Fonograme din România (UPFR) au publicat în comun topuri de difuzare ale melodiilor; UPFR a reluat publicarea acestor clasamente în noiembrie 2021, în colaborare cu BMAT. Media Forest a lansat, de asemenea, topuri săptămânale de difuzare ale melodiilor la radio și la televiziune din 2009 încoace. În februarie 2022, Billboard a inaugurat Romania Songs, un top muzical bazat pe numărul de streaming-uri și de descărcări digitale, alcătuit de MRC Data.

## Istoria topurilor muzicale românești

### 1995–2012: Romanian Top 100 și topurile UPFR și Media Forest

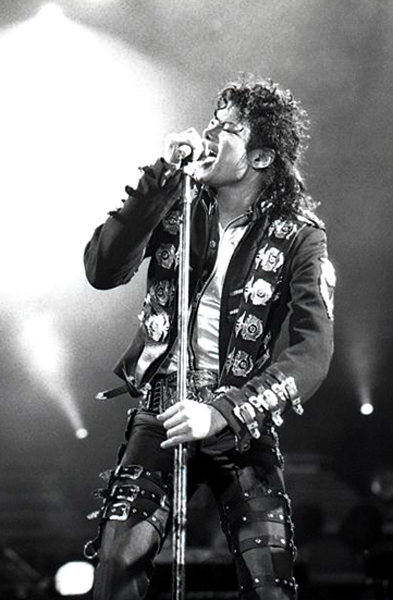
„You Are Not Alone” de Michael Jackson (fotografiat în 1988) a fost primul hit single numărul unu din România, fiind în fruntea Romanian Top 100 în 1995.

Romanian Top 100, bazat pe difuzări, a fost fondat în 1995 ca primul top muzical național al țării; cu toate acestea, a avut un alt nume până în 1996. Primul top de sfârșit de an a fost publicat în 1997. Începând din 1998, topul a fost anunțat în cadrul unei emisiuni radio de două ore numită Romanian Top 100 Radio Show, găzduită de DJ-ul Adi Simion și produsă de VentoStudio. Difuzat de 57 de posturi de radio din România, a fost inițial intitulat Romanian Top 100 Bravo Show datorită unui parteneriat cu revista Bravo. Din 1999, Romanian Top 100 a fost întocmit de Body M Production A-V cu ajutorul unui „software special”. La acea vreme, peste 110 posturi de radio independente din România au fost luate în considerare la întocmirea clasamentului, fiecare trimițându-și propriile statistici de difuzare. Procesul de compilare a fost similar cu Eurochart Hot 100. Rezultatele au fost transmise și specialiștilor de muzică din România.
Până în aprilie 2001, Romanian Top 100 depășise borna de 250 de ediții. În 2005, numărul posturilor de radio implicate în realizarea topului a crescut la 120, cu 500 de ediții produse până la momentul respectiv.  Topul a fost inclus în echivalentul Billboard din Europa, revista Music & Media, până la anularea acesteia în 2003.  Pentru Romanian Top 100 lipsesc în mod semnificativ arhivele sfârșitului anilor 2000; în acel moment, Nielsen Music Control și Uniunea Producătorilor de Fonograme din România (UPFR) au început să publice clasamente care reprezentau cele mai difuzate melodii pe posturile de radio și de televiziune din toată România. Cu toate acestea, nu se știe dacă aceste companii au fost afiliate la Romanian Top 100 și dacă clasamentele lor pot fi folosite pentru a înlocui arhivele care lipsesc din Romanian Top 100.  În anii 2010, Romanian Top 100 — alcătuit de Media Forest — a fost difuzat în cadrul unui emisiuni săptămânale la Kiss FM de DJ-ul Andreea Berghea. Media Forest începuse de dinainte să publice topuri săptămânale de difuzare la radio și la televiziune pe site-ul lor, începând cu iulie 2009. Romanian Top 100 și-a încetat publicarea în februarie 2012, ultima ediție fiind pe 19 februarie.

### 2012-prezent: Airplay 100, continuarea topurilor UPFR și Media Forest și Romania Songs
Romanian Top 100 a fost înlocuit de Airplay 100 pe 26 februarie 2012 ca top muzical național al României, întocmit tot de Media Forest și difuzat ca o emisiune radio la Kiss FM prezentată de Cristi Nitzu. Acesta măsura gradul de difuzare al melodiilor pe posturile de radio și canalele de televiziune din întreaga țară,  , dar emisiunea a fost anulată în cele din urmă de Kiss FM după ediția din 28 noiembrie 2021.  Tot în noiembrie 2021, UPFR a reluat publicarea clasamentelor de difuzare, în colaborare cu serviciul de monitorizare BMAT, clasamente în care piesele sunt ordonate după numărul de difuzări și după numerele de audiență. Pe de altă parte, Billboard a inaugurat Romania Songs, un top bazat pe numărul de streaming-uri și de descărcări digitale pe 19 februarie 2022, ca parte a colecției Hits of the World, pentru care MRC Data evaluează informațiile primite de la principalii retaileri de muzică din România.

## Hituri pe primul loc în clasament
La 16 septembrie 2023.

### Topuri muzicale din prezent

#### Clasamentul UPFR
| # | Indică hitul din prezent din fruntea clasamentului |

| Artist                       | Titlu                          | Data               | Săpt. | Note   |
| ---------------------------- | ------------------------------ | ------------------ | ----- | ------ |
| Carla's Dreams and Emaa      | "N-aud"                        | 16 noiembrie 2021  | 1     | [ 19 ] |
| Ed Sheeran                   | "Bad Habits⁠(d)"                | 23 noiembrie 2021  | 1     | [ 19 ] |
| Carla's Dreams and Emaa      | "N-aud"                        | 30 noiembrie 2021  | 1     | [ 19 ] |
| Andia                        | "Sfârșitul lumii"              | 07 decembrie 2021  | 3     | [ 20 ] |
| Inna                         | "Up⁠(d)"                        | 28 decembrie 2021  | 2     | [ 21 ] |
| Andia                        | "Sfârșitul lumii"              | 11 ianuarie 2022   | 1     | [ 22 ] |
| Inna                         | "Up⁠(d)"                        | 18 ianuarie 2022   | 1     | [ 23 ] |
| Andia                        | "Sfârșitul lumii"              | 25 ianuarie 2022   | 1     | [ 24 ] |
| Keane                        | "Everybody's Changing⁠(d)"      | 01 februarie 2022  | 1     | [ 26 ] |
| Inna                         | "Up⁠(d)"                        | 08 februarie 2022  | 5     | [ 27 ] |
| Jaymes Young                 | "Infinity⁠(d)"                  | 15 martie 2022     | 1     | [ 28 ] |
| Carla's Dreams               | "Victima"                      | 22 martie 2022     | 1     | [ 29 ] |
| Jaymes Young                 | "Infinity⁠(d)"                  | 29 martie 2022     | 1     | [ 30 ] |
| Farruko                      | "Pepas⁠(d)"                     | 05 aprilie 2022    | 1     | [ 31 ] |
| Jaymes Young                 | "Infinity⁠(d)"                  | 12 aprilie 2022    | 5     | [ 32 ] |
| Irina Rimes                  | "Ba ba ba"                     | 17 mai 2022        | 1     | [ 33 ] |
| Jaymes Young                 | "Infinity⁠(d)"                  | 24 mai 2022        | 1     | [ 34 ] |
| Irina Rimes                  | "Ba ba ba"                     | 31 mai 2022        | 2     | [ 35 ] |
| Holy Molly and Tata Vlad     | "Plouă"                        | 14 iunie 2022      | 1     | [ 36 ] |
| The Motans and Inna          | "Tare"                         | 21 iunie 2022      | 1     | [ 37 ] |
| Harry Styles                 | "As It Was⁠(d)"                 | 29 iunie 2022      | 2     | [ 38 ] |
| Smiley and Juno              | "Scumpă foc"                   | 12 iulie 2022      | 6     | [ 39 ] |
| WRS                          | "Llámame⁠(d)"                   | 23 august 2022     | 1     | [ 40 ] |
| Smiley and Juno              | "Scumpă foc"                   | 30 august 2022     | 1     | [ 41 ] |
| WRS                          | "Llámame⁠(d)"                   | 06 septembrie 2022 | 1     | [ 42 ] |
| Smiley and Juno              | "Scumpă foc"                   | 13 septembrie 2022 | 7     | [ 43 ] |
| Imagine Dragons              | "Believer⁠(d)"                  | 01 noiembrie 2022  | 1     | [ 44 ] |
| David Guetta and Bebe Rexha  | "I'm Good (Blue)⁠(d)"           | 08 noiembrie 2022  | 4     | [ 45 ] |
| Sam Smith and Kim Petras⁠(d)  | "Unholy⁠(d)"                    | 06 decembrie 2022  | 7     | [ 46 ] |
| David Guetta and Bebe Rexha  | "I'm Good (Blue)⁠(d)"           | 24 ianuarie 2023   | 2     | [ 47 ] |
| Miley Cyrus                  | "Flowers⁠(d)"                   | 07 februarie 2023  | 11    | [ 48 ] |
| Connect-R feat. Raluka       | "Lasă-mă să te..."             | 25 aprilie 2023    | 1     | [ 49 ] |
| Miley Cyrus                  | "Flowers⁠(d)"                   | 02 mai 2023        | 1     | [ 50 ] |
| Connect-R feat. Raluka       | "Lasă-mă să te..."             | 09 mai 2023        | 1     | [ 51 ] |
| Alina Eremia and Mario Fresh | "Ai fost"                      | 16 mai 2023        | 2     | [ 52 ] |
| Misha Miller                 | "Un minut"                     | 30 mai 2023        | 3     | [ 53 ] |
| Andra & Andrei Bănuță        | "Nu m-am gândit la despărțire" | 20 iunie 2023      | 5     | [ 54 ] |
| Alexia                       | "Interstelar"                  | 25 iulie 2023      | 1     | [ 55 ] |
| Andra & Andrei Bănuță        | "Nu m-am gândit la despărțire" | 01 august 2023     | 1     | [ 55 ] |
| Alexia                       | "Interstelar"                  | 08 august 2023     | 2     | [ 56 ] |
| Smiley                       | "Aia e"                        | 22 august 2023     | 1     | [ 57 ] |
| 3 Sud Est & Andia            | "Inseparabili"#                | 29 august 2023     | 1     | [ 58 ] |

#### Romania Songs -Bilboard
| # | Indică actualul hit din fruntea clasamentului |

| Artist                                   | Titlu                         | Data               | Săpt. | Note   |
| ---------------------------------------- | ----------------------------- | ------------------ | ----- | ------ |
| Oana Radu                                | "Când am o zi grea"           | 19 februarie 2022  | 2     | [ 59 ] |
| Tzancă Uraganu & Andrei Despa            | "Scoate-mă de la block"       | 05 martie 2022     | 1     | [ 60 ] |
| Mario Fresh & Connect-R                  | "Umbre"                       | 12 martie 2022     | 1     | [ 61 ] |
| Oana Radu                                | "Când am o zi grea"           | 19 martie 2022     | 1     | [ 62 ] |
| Theo Rose & Andrei Bănuță                | "Spune-i mama"                | 26 martie 2022     | 1     | [ 63 ] |
| Oana Radu                                | "Când am o zi grea"           | 02 aprilie 2022    | 2     | [ 64 ] |
| Nicole Cherry                            | "Florile tale"                | 16 aprilie 2022    | 1     | [ 65 ] |
| Holy Molly & Tata Vlad                   | "Plouă"                       | 23 aprilie 2022    | 3     | [ 66 ] |
| YNY Sebi & Bogdan DLP                    | "Tarabanele"                  | 14 mai 2022        | 6     | [ 67 ] |
| Mario Fresh & Renvtø                     | "Necesar"                     | 25 iunie 2022      | 7     | [ 68 ] |
| Tzancă Uraganu                           | "Te-am văzut fără inel"       | 13 august 2022     | 1     | [ 69 ] |
| Bogdan DLP & Daniazis                    | "Beau pahar după pahar"       | 20 august 2022     | 1     | [ 70 ] |
| Killa Fonic & Rava                       | "Brasileira"                  | 27 august 2022     | 1     | [ 71 ] |
| Iuly Neamțu & Manele Mentolate           | "Țigancă de București"        | 03 septembrie 2022 | 2     | [ 72 ] |
| Killa Fonic & Rava                       | "Brasileira"                  | 17 septembrie 2022 | 1     | [ 73 ] |
| Bogdan DLP, Gheboasă & Lil Cagula        | "Dacă n-ai bani"              | 24 septembrie 2022 | 7     | [ 74 ] |
| Gheboasă & YNY Sebi                      | "Habibi"                      | 12 noiembrie 2022  | 1     | [ 75 ] |
| Andia                                    | "La Nevedere"                 | 19 noiembrie 2022  | 3     | [ 76 ] |
| Tzancă Uraganu                           | "Trotinete ( Romina Vtm OST)" | 10 decembrie 2022  | 3     | [ 77 ] |
| Rareș & Bogdan DLP                       | "La tine și la bani"          | 31 decembrie 2022  | 4     | [ 78 ] |
| Miley Cyrus                              | "Flowers⁠(d)"                  | 28 ianuarie 2023   | 4     | [ 79 ] |
| Jador                                    | "Skinny"                      | 25 februarie 2023  | 1     | [ 80 ] |
| Tzancă Uraganu                           | "Alo baza baza"               | 04 martie 2023     | 3     | [ 81 ] |
| Connect-R & Raluka                       | "Lasă-mă să te..."            | 25 martie 2023     | 4     | [ 82 ] |
| Dani Mocanu & Alex Velea                 | "Dau în ei ca-n aparate"      | 22 aprilie 2023    | 2     | [ 83 ] |
| Delia                                    | "Lololo"                      | 06 mai 2023        | 1     | [ 84 ] |
| Connect-R & Raluka                       | "Lasă-mă să te..."            | 13 mai 2023        | 1     | [ 85 ] |
| Delia                                    | "Lololo"                      | 20 mai 2023        | 1     | [ 86 ] |
| Bogdan DLP                               | "Hitana"                      | 27 mai 2023        | 9     | [ 87 ] |
| Dani Mocanu & Alex Velea                 | "Cariceps"                    | 29 iulie 2023      | 2     | [ 88 ] |
| Bogdan DLP & Ian                         | "Roma"                        | 12 august 2023     | 1     | [ 89 ] |
| Șatra B.E.N.Z. featuring Alduts Sherdley | "Prietena ta"                 | 19 august 2023     | 3     | [ 90 ] |
| Nicole Cherry                            | "Aș vrea să mă las de tine"   | 09 septembrie 2023 | 1     | [ 91 ] |
| Șatra B.E.N.Z. featuring Alduts Sherdley | "Prietena ta"#                | 16 septembrie 2023 | 1     | [ 92 ] |

## Notă explicativă
1. ↑  Clasamentul pentru 8 februarie 2022 are „Everybody's Changing” pe primul loc, ceea ce ar marca a doua săptămână consecutivă pe acea poziție.[25] Totuși, clasamentul este, din greșeală, o copie a celui publicat în săptămâna precedentă.[26] Clasamentul pentru 15 februarie 2022 arată că „Up” de Inna a ajuns pe primul loc în topul din 8 februarie, în timp ce „Everybody's Changing” a căzut pe locul trei.[27]